# Phare d'Owls Head
Le phare de Owls Head (en anglais : Owls Head Light) est un phare actif situé à Owls Head avant l'entrée du port de Rockland, dans le Comté de Knox (État du Maine).
Il est inscrit au Registre national des lieux historiques depuis le 18 janvier 1978 .

## Histoire
La ville d’Owls Head est située au sud de Rockland et comprend une péninsule éponyme qui se projette au nord-est dans la baie de Penobscot. Le phare est situé à la pointe est de cette péninsule. Le phare a été créé en 1825 avec la construction d'une tour ronde en pierres de taille par Jeremiah Berry et Green & Foster.
La tour a été reconstruite en 1852. Le phare possède l'une des six dernières lentille de Fresnel en service dans le Maine installée en 1896.
En 1854, une maison de gardien a été construite séparément du phare. Le chalet sert maintenant de siège à la American Lighthouse Foundation (en). En 1895, un groupe électrogène et un bâtiment de stockage de pétrole furent ajoutés.
Les rénovations effectuées en 2010 ont permis à la tour de retrouver son apparence de 1852. En plus de repeindre la tour, des réparations ont été effectuées sur les briques, les ferronneries et les carreaux de la lanterne ainsi que sur le plancher du parapet.

## Description
Le phare  est une tour cylindrique en brique, avec une galerie et une lanterne de 9 m de haut, reposant sur une fondation en granit. La tour est non peinte et la lanterne est noire. Il émet, à une hauteur focale de 30 m, un feu fixe blanc dont la portée est de 16 milles nautiques (environ 30 km).
Il est équipé d'une corne de brume émettant deux blasts par période de 20 secondes.
Identifiant : ARLHS : USA-574 ; USCG : 1-4105 - Amirauté : J0104 .
|           |
| Owls Head |

|          |
| Le phare |

### Lien connexe
- Liste des phares du Maine